# Nationaal Democratisch Front (Peru)
Nationaal Democratisch Front (Frente Democrático Nacional, FDN) was politieke alliantie in Peru.
De FDN werd in 1945 in  Arequipa opgericht door Manuel J. Bustamante de la Fuente. Het doel van de alliantie was de opvolger te leveren van president Manuel Prado y Ugarteche tijdens de verkiezingen van 1945.
De alliantie bracht politieke en burgerlijke groepen bijeen van verschillende aard en hadden gemeenzaam dat ze de verboden Amerikaanse Populaire Revolutionaire Alliantie (APRA) steunden.
De alliantie won tijdens de verkiezingen, waardoor José Luis Bustamante y Rivero president werd. Hij diende zijn mandaat niet uit, omdat er in 1948 een staatsgreep werd gepleegd.